# آنول کارولینا
آنول کارولینا، آنول گلو قرمز، آنول سبز یا آنول آمریکایی (نام علمی: Anolis carolinensis) نام یک گونه از سرده آنول است.